# Samostojna partizanska četa »Primorje«
Samostojna partizanska četa »Primorje« je bila partizanska enota, ki je bila sestavljena iz primorskih Slovencev in istrskih Hrvatov ter se je borila v sestavi grškega ELASa.

## Zgodovina
Četa je bila ustanovljena septembra 1944 na grškem otoku Kefalonija iz bivših pripadnikov Italijanske kraljeve kopenske vojske primorskoslovenskega in istrskohrvaškega rodu, ki so jih Nemci po kapitulacije Italije zajeli. Jugoslovani so ustanovili samostojno enoto, ki je delovala v sestavi grškega ELASa.
2. decembra 1944 je četa zapustila otok in se priključila 7. brigadi v Amfilohiji. Zaradi razpustitve ELASa se je četa premaknila severno, dokler ni 26. februarja 1945 dosegla Makedonijo. 
Tu so četo preoblikovali v 1. samostojni slovenski bataljon.